# Denn du wirst meine Seele nicht in der Hölle lassen, BWV 15
Denn du wirst meine Seele nicht in der Hölle lassen, BWV 15 (Perquè no deixaràs la meva ànima a l'infern), és una cantata que ha estat atribuïda tradicionalment a Bach però que de fet fou composta pel seu cosí Johann Ludwig Bach (1677-1731), per al dilluns de Pasqua i estrenada el 21 d'abril de 1726. En el catàleg de Bach es troba a l'apèndix Anh. III, 157.

## Discografia seleccionada
- The Apocryphal Bach Cantatas II. Wolfgang Helbeich, Alsfelder Vokalenemble, Steintor Barock Bremen, Dorothee Mields, Henning Voss, Henning Kaiser, Ralf Grobe. (Classical Produktion Osnabrück, CPO), 2004.